# ブレット・グラビット
ブレット・グラビット（Brett Gravitt、1979年3月16日 - ）は、アメリカ合衆国・ジョージア州アトランタ出身のプロバスケットボール選手である。ポジションはシューティングガード。

## 来歴
南アラバマ大学ではNCAA1部で活躍。
卒業後、ノルウェーリーグでプレーし、2004-2005シーズンはMVPを獲得するなど活躍。
2007年、ABAのバーモント・フロストヒーブスに移籍。リーグ優勝に貢献する。
2008年、新潟アルビレックスBBに入団。
試合中の怪我が元で現役引退。
現在アメリカで小学生女子を教えるクラブのコーチとしている。